# Baeus jabaquara
Baeus jabaquara är en stekelart som beskrevs av Margaría och Marta Susana Loiácono 2006. Baeus jabaquara ingår i släktet Baeus och familjen Scelionidae. Inga underarter finns listade.